# وانغ فان (لاعبة كرة طائرة)
وانغ فان (27 يناير 1994 في الصين - ) (بالصينية: 王蕃) هي لاعبة كرة طائرة الصين. شاركت في الكرة الطائرة في الألعاب الأولمبية الصيفية 2016.

## وصلات خارجية
- وانغ فان (لاعبة كرة طائرة) على موقع الاتحاد الدولي beach volleyball database (الإنجليزية)
- وانغ فان (لاعبة كرة طائرة) على موقع قاعدة بيانات الكرة الطائرة الشاطئية (الإنجليزية)
- وانغ فان (لاعبة كرة طائرة) على موقع اللجنة الأولمبية الدولية (الإنجليزية)
- وانغ فان (لاعبة كرة طائرة) على موقع أوليمبيديا (الإنجليزية)
- وانغ فان (لاعبة كرة طائرة) على موقع اللجنة الأولمبية الصينية (الإنجليزية)